# Hannam-dong

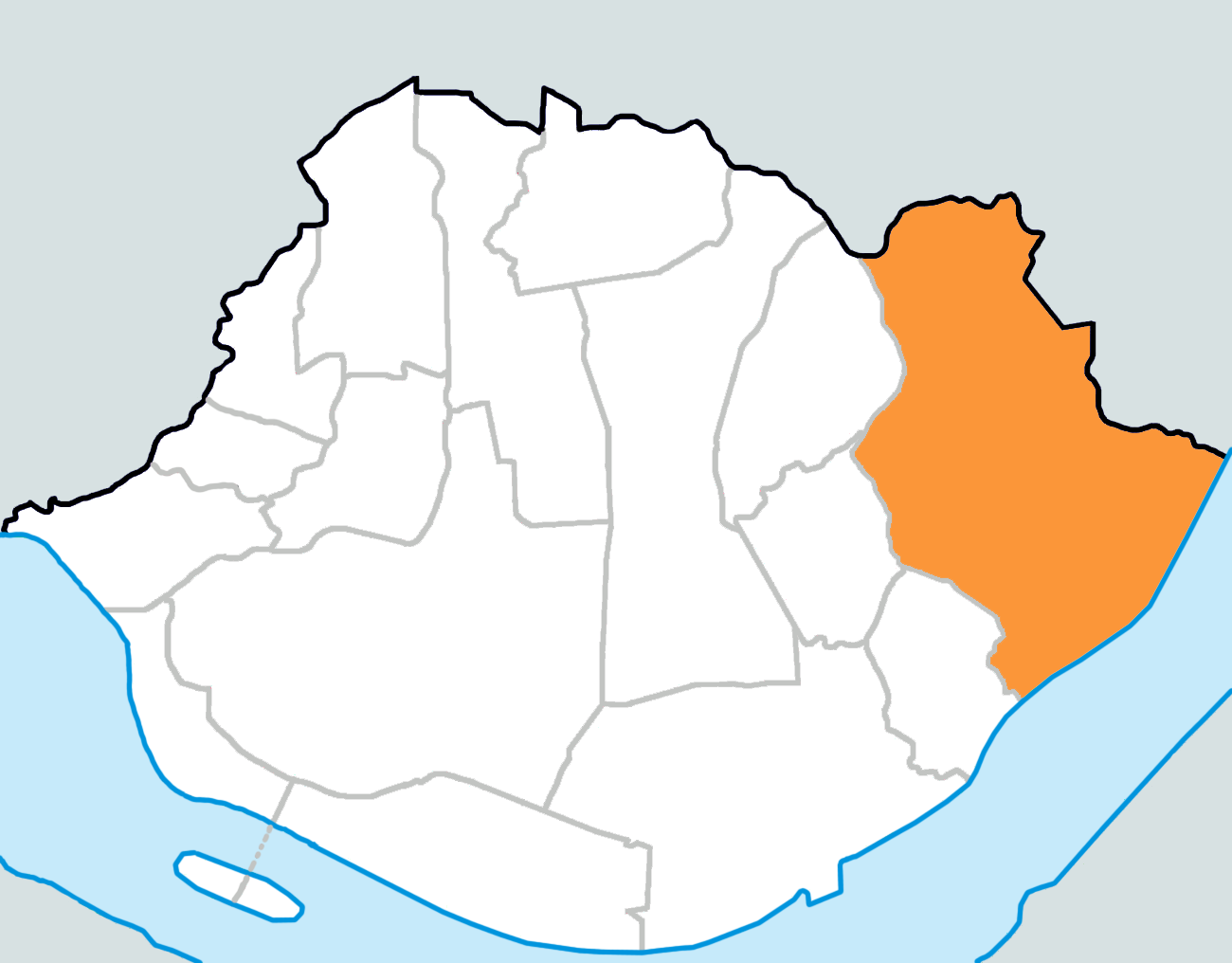
Lage von Hannam-dong in Yongsan-gu

Hannam-dong ist ein Stadtviertel (Dong) des Bezirks Yongsan-gu in Seoul, Südkorea, mit sehr guten Verkehrsanbindungen in die Innenstadt, das südliche Einzugsgebiet von Seoul und den Flughafen. Hannam-dong hat 20.702 Einwohner (Stand: Mai 2021).
In Hannam-dong gibt es zwei beliebte Wohnviertel: UN Village und The Hill. Dort wohnen sehr viele CEOs koreanischer Firmen,
berühmte Persönlichkeiten und Expats. Unter anderem liegt die Deutsche Schule direkt gegenüber dem UN Village in Gehweite.